# Šacký rajón
Šacký rajón (ukrajinsky Шацький район) byl rajón ve Volyňské oblasti na Ukrajině. Hlavním městem byla Šack a rajón měl přibližně 17 tisíc obyvatel. 

## Sídla v rajónu
- Šack